# Vilde Ravnsborg Gurigard
Vilde Ravnsborg Gurigard (* 18. Oktober 1987) ist eine ehemalige norwegische Biathletin, Skilangläuferin und Radsportlerin.
Vilde Ravnsborg Gurigard von Søre Ål IL lief 2006 in Presque Isle ihre ersten Juniorenweltmeisterschaften und erreichte in allen vier Rennen Platzierungen unter den besten 15. Beste Resultate waren ein neunter Platz im Verfolgungsrennen und ein vierter Rang im Staffelrennen. Im Jahr darauf schaffte sie in Martell keine Top-Ten-Ergebnisse, lief aber dennoch immer unter die besten 25. Bestes Ergebnis wurde ein 12. Platz im Einzel. Mit Kjersti Isaksen und Julie Bonnevie-Svendsen gewann sie zudem im Staffelrennen die Bronzemedaille. 2009 erreichte sie in Ruhpolding erneut vier Platzierungen unter den besten 20. Erneut war ein zwölfter Rang, nun im Verfolgungsrennen, bestes Ergebnis der Norwegerin. Mit der Staffel verpasste sie als Viertplatzierte knapp einen erneuten Medaillengewinn. 2006 und 2007 nahm Gurigard zudem am Junioren-Europacup teil, bestes Resultat in der Rennserie wurde ein zweiter Platz im Verfolgungsrennen von Geilo. National gewann sie 2008 den Titel im Einzel und wurde Vizemeisterin im Sprint sowie des Staffelrennens.
Im Frauenbereich trat Gurigard seit der Saison 2007 im Biathlon-Europacup an. Ihre ersten Rennen bestritt sie in Obertilliach. Im ersten Einzel wurde sie 41., im folgenden Sprint gewann sie als 18. erste Punkte. 2009 erreichte die Norwegerin in Osrblie als Sechste im Einzel und Siebte im Sprint erstmals einstellige Ergebnisse. In der Gesamtwertung der Rennserie wurde sie 16. Höhepunkt der Saison wurden die Biathlon-Europameisterschaften 2009 in Ufa. In Russland trat Gurigard in den drei Einzelrennen an. Im Sprint wurde sie 20., 18. des Verfolgungsrennen und 14. im Einzel.
Zwischen 2005 und 2007 lief Gurigard auch Skilanglaufrennen. Hier trat sie in unterklassigen Rennserien wie dem Scandinavian Cup und FIS-Rennen, aber auch bei nationalen Meisterschaften an. Nennenswerte Ergebnisse erreichte sie jedoch noch nicht.
Im Sommer betrieb Gurigard Radsport und war auch hier vor allem im Juniorenbereich erfolgreich. 2004 gewann sie den norwegischen Juniorenmeistertitel über 500 Meter auf der Bahn, 2005 gewann sie den norwegischen Juniorentitel im Straßenrennen und wurde Dritte im Zeitfahren.